# Jochen Danneberg
Jochen Danneberg (ur. 9 kwietnia 1953 w Halberstadt) – niemiecki skoczek narciarski i trener, reprezentant Niemieckiej Republiki Demokratycznej, srebrny medalista olimpijski i dwukrotny zwycięzca Turnieju Czterech Skoczni.

## Przebieg kariery
W międzynarodowych zawodach zadebiutował 30 grudnia 1972 w Oberstdorfie podczas konkursu FIS, kiedy zajął 21. miejsce. 1 stycznia 1973 w Garmisch-Partenkirchen był piąty. 30 grudnia 1975 w Oberstdorfie zajął drugie miejsce bezpośrednio za Tonim Innauerem, 1 stycznia 1976 w Ga-Pa był trzeci, 4 stycznia w Innsbrucku wygrał, a 6 stycznia w Bischofshofen był szósty. Dzięki temu wygrał cały 24. Turniej Czterech Skoczni. W 1976 na zimowych igrzyskach olimpijskich w Innsbrucku zdobył srebrny medal na normalnym obiekcie, ulegając jedynie swemu rodakowi i klubowemu koledze Hansowi-Georgowi Aschenbachowi. Na tych samych igrzyskach był czwarty na dużej skoczni, przegrywając walkę o brązowy medal z innym reprezentantem NRD – Henrym Glaßem o zaledwie 0,1 punktu. W sezonie 1976/1977 ponownie wygrał Turniej Czterech Skoczni.
Wziął także udział w mistrzostwach świata w Lahti w 1978, gdzie zajmował ósme miejsca w obu konkursach indywidualnych, a w nieoficjalnym konkursie drużynowym wraz z kolegami z reprezentacji zwyciężył. W sezonie 1978/1979 zajął trzecie miejsce w 27. Turnieju Czterech Skoczni zajmując 2. miejsce w Oberstdorfie, 9. miejsce Partenkirchen, 3. miejsce w Innsbrucku i 8. miejsce w Bischofshofen. W Pucharze Świata jedyne zwycięstwo odniósł 30 grudnia 1979 w Oberstdorfie. Ostatni raz na międzynarodowych zawodach wystartował 17 lutego 1980 podczas igrzysk w Lake Placid, gdzie zajął 20. miejsce na normalnej skoczni
Od 1998 do 2007 był trenerem reprezentacji Korei Południowej w skokach narciarskich. Jego podopieczni nie osiągnęli znaczących sukcesów poza pojedynczymi miejscami na podium w Pucharze Kontynentalnym. Od 2007 do 2010 trenował reprezentację Stanów Zjednoczonych, a w sezonie 2010/2011 trenował reprezentację Holandii. Od 2011 do 2014 był trenerem reprezentacji Chin. Od 2017 do 2018 ponownie był trenerem reprezentacji Korei Południowej.

## Igrzyska olimpijskie
| Miejsce | Dzień     | Rok  | Miejscowość | Konkurs                         | Wynik     | Strata   | Zwycięzca             |
| ------- | --------- | ---- | ----------- | ------------------------------- | --------- | -------- | --------------------- |
| 2.      | 7 lutego  | 1976 | Innsbruck   | Skocznia normalna indywidualnie | 246,2 pkt | 5,8 pkt  | Hans-Georg Aschenbach |
| 4.      | 15 lutego | 1976 | Innsbruck   | Skocznia duża indywidualnie     | 221,6 pkt | 13,2 pkt | Karl Schnabl          |
| 20.     | 17 lutego | 1980 | Lake Placid | Skocznia normalna indywidualnie | 222,7 pkt | 43,6 pkt | Toni Innauer          |

## Mistrzostwa świata
| Miejsce | Dzień     | Rok  | Miejscowość | Konkurs                         | Wynik     | Strata   | Zwycięzca      |
| ------- | --------- | ---- | ----------- | ------------------------------- | --------- | -------- | -------------- |
| 8.      | 18 lutego | 1978 | Lahti       | Skocznia normalna indywidualnie | 242,4 pkt | 10,8 pkt | Matthias Buse  |
| 1.      | 22 lutego | 1978 | Lahti       | Skocznia normalna drużynowo     | 443,8 pkt | –        | –              |
| 8.      | 26 lutego | 1978 | Lahti       | Skocznia duża indywidualnie     | 238,9 pkt | 17,7 pkt | Tapio Räisänen |

## Mistrzostwa świata w lotach
| Miejsce | Dzień    | Rok  | Miejscowość | Konkurs            | Wynik     | Strata   | Zwycięzca             |
| ------- | -------- | ---- | ----------- | ------------------ | --------- | -------- | --------------------- |
| 13.     | 10 marca | 1973 | Oberstdorf  | Loty indywidualnie | 360,5 pkt | 58,0 pkt | Hans-Georg Aschenbach |
| 7.      | 14 marca | 1975 | Tauplitz    | Loty indywidualnie | 486,5 pkt | 26,0 pkt | Karel Kodejška        |
| 11.     | 18 marca | 1979 | Planica     | Loty indywidualnie | 655,0 pkt | 86,5 pkt | Armin Kogler          |

## Puchar Świata

### Miejsca w klasyfikacji generalnej
| Sezon     | Miejsce |
| --------- | ------- |
| 1979/1980 | 33.     |

### Zwycięstwa w konkursach indywidualnych Pucharu Świata chronologicznie
| Lp. | Dzień      | Rok  | Miejscowość | Punkt K | Skok 1  | Skok 2  | Nota      |
| --- | ---------- | ---- | ----------- | ------- | ------- | ------- | --------- |
| 1.  | 30 grudnia | 1979 | Oberstdorf  | K-115   | 111,0 m | 107,0 m | 248,2 pkt |

### Miejsca na podium w konkursach indywidualnych Pucharu Świata chronologicznie
| Lp. | Dzień      | Rok  | Miejscowość | Punkt K | Skok 1  | Skok 2  | Nota      | Lok. | Strata | Zwycięzca |
| --- | ---------- | ---- | ----------- | ------- | ------- | ------- | --------- | ---- | ------ | --------- |
| 1.  | 30 grudnia | 1979 | Oberstdorf  | K-115   | 111,0 m | 107,0 m | 248,2 pkt | 1.   | –      | –         |

### Miejsca w poszczególnych konkursach indywidualnychPucharu Świata
| Źródło                                                                                | Źródło     | Źródło                 | Źródło    | Źródło        | Źródło  | Źródło  | Źródło      | Źródło      | Źródło   | Źródło   | Źródło       | Źródło       | Źródło       | Źródło | Źródło    | Źródło    | Źródło | Źródło | Źródło | Źródło | Źródło  | Źródło  | Źródło              | Źródło              | Źródło | Źródło | Źródło | Źródło | Źródło | Źródło | Źródło | Źródło | Źródło | Źródło | Źródło | Źródło | Źródło | Źródło | Źródło | Źródło | Źródło | Źródło | Źródło | Źródło | Źródło | Źródło | Źródło | Źródło | Źródło |
| ------------------------------------------------------------------------------------- | ---------- | ---------------------- | --------- | ------------- | ------- | ------- | ----------- | ----------- | -------- | -------- | ------------ | ------------ | ------------ | ------ | --------- | --------- | ------ | ------ | ------ | ------ | ------- | ------- | ------------------- | ------------------- | ------ | ------ | ------ | ------ | ------ | ------ | ------ | ------ | ------ | ------ | ------ | ------ | ------ | ------ | ------ | ------ | ------ | ------ | ------ | ------ | ------ | ------ | ------ | ------ | ------ |
| Sezon 1979/1980                                                                       |            |                        |           |               |         |         |             |             |          |          |              |              |              |        |           |           |        |        |        |        |         |         |                     |                     |        |        |        |        |        |        |        |        |        |        |        |        |        |        |        |        |        |        |        |        |        |        |        |        |        |
| Cortina d'Ampezzo                                                                     | Oberstdorf | Garmisch-Partenkirchen | Innsbruck | Bischofshofen | Sapporo | Sapporo | Thunder Bay | Thunder Bay | Zakopane | Zakopane | Saint-Nizier | Saint-Nizier | Sankt Moritz | Gstaad | Engelberg | Vikersund | Lahti  | Lahti  | Falun  | Oslo   | Planica | Planica | Szczyrbskie Jezioro | Szczyrbskie Jezioro | punkty |        |        |        |        |        |        |        |        |        |        |        |        |        |        |        |        |        |        |        |        |        |        |        |        |
| -                                                                                     | 1          | 28                     | 17        | 14            | -       | -       | -           | -           | -        | -        | -            | -            | -            | -      | -         | -         | -      | -      | -      | -      | -       | -       | -                   | -                   | 27     |        |        |        |        |        |        |        |        |        |        |        |        |        |        |        |        |        |        |        |        |        |        |        |        |
| Legenda                                                                               |            |                        |           |               |         |         |             |             |          |          |              |              |              |        |           |           |        |        |        |        |         |         |                     |                     |        |        |        |        |        |        |        |        |        |        |        |        |        |        |        |        |        |        |        |        |        |        |        |        |        |
| 1 2 3 4-10 11-15 poniżej 15 - – zawodnik nie wystartował lub zajął miejsce poniżej 15 |            |                        |           |               |         |         |             |             |          |          |              |              |              |        |           |           |        |        |        |        |         |         |                     |                     |        |        |        |        |        |        |        |        |        |        |        |        |        |        |        |        |        |        |        |        |        |        |        |        |        |